# Lidia Baich

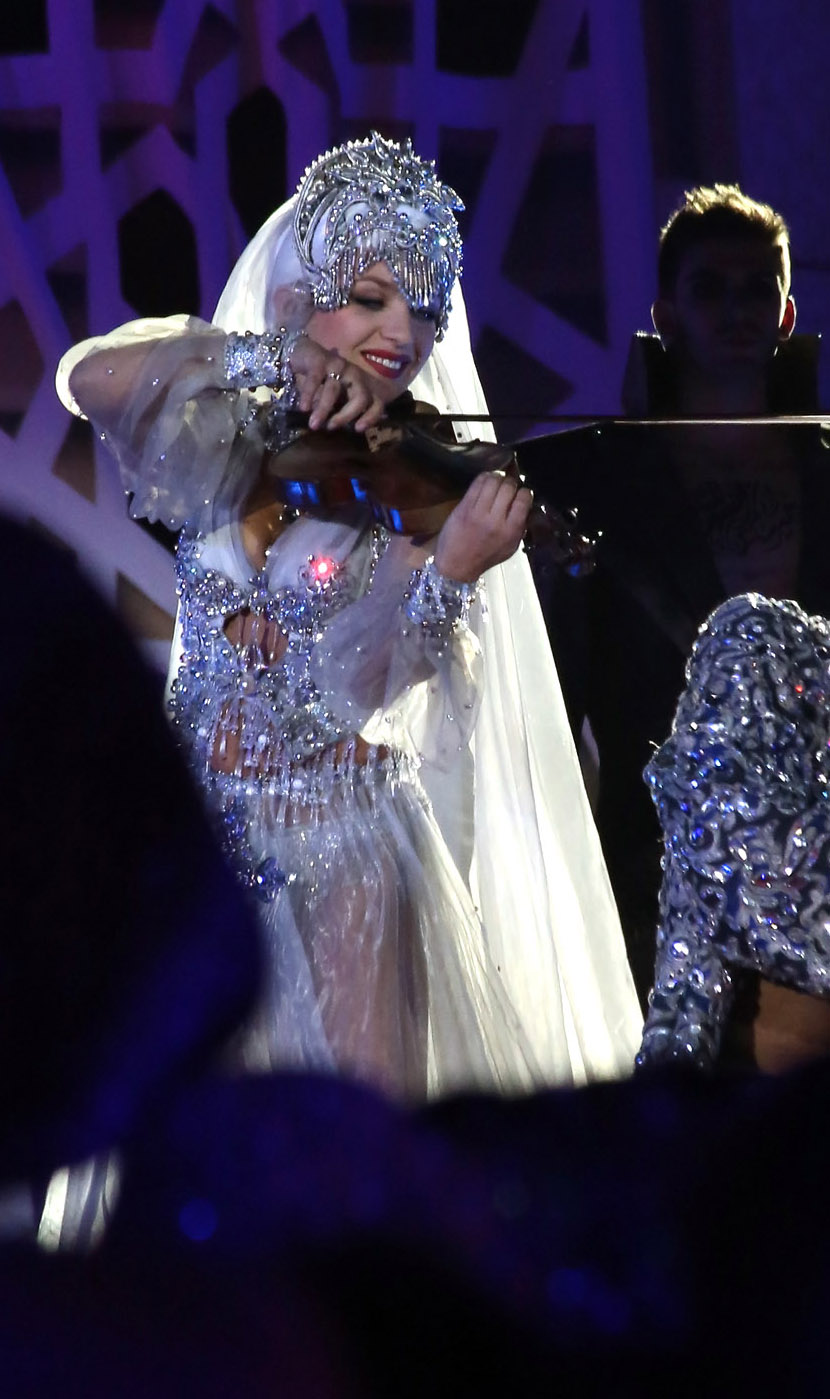
Lidia Baich, Eröffnung des Life Ball 2013

Lidia Baich (* 29. November 1981 in Leningrad) ist eine österreichische Geigerin.

## Leben und Wirken
Lidia Baich stammt mütterlicherseits aus einer russischen Musikerfamilie, ihr österreichischer Vater ist Cellist. Im Alter von vier Jahren erhielt sie Geigenunterricht bei ihrem Großvater. Sie studierte bei Boris Kuschnir am Wiener Konservatorium. Mit acht Jahren gewann sie ihren ersten internationalen Wettbewerb, dem zahlreiche weitere erste Preise folgten. Ihre außergewöhnliche musikalische Leistung brachte ihr schließlich als Sechzehnjährige den Sieg beim Eurovision Young Musicians 1998 und die Auszeichnung „Europäischer Musiker des Jahres“, welche ihr von Yehudi Menuhin persönlich überreicht wurde. 
Baich tritt sowohl als Solistin als auch mit Rezitalen auf. Tourneen führten sie nach Japan, China, Russland, USA, Korea, Südafrika, Argentinien, Brasilien und England. Dabei spielte sie unter Dirigenten wie Lorin Maazel, Vladimir Fedoseyev, Juri Temirkanov, Jukka-Pekka Saraste, Kristjan Järvi, Bertrand de Billy oder Yakov Kreizberg mit Orchestern wie den New Yorker Philharmonikern, den Sankt Petersburger Philharmonikern, dem Philharmonieorchester Tokio, dem NHK-Sinfonieorchester, dem Malaysian Philharmonic Orchestra, den Berliner Symphonikern, dem Symphonieorchester des Bayerischen Rundfunks, den Wiener Symphonikern, dem Orchestre National de France oder der Camerata Salzburg.
Sie gastierte bei Festivals wie den Wiener Festwochen, den Salzburger Festspielen, dem Dubrovnik Festival, beim Moritzburg Festival oder beim Johannesburg Mozart Festival. Als Kammermusikerin spielte sie mit Helmut Deutsch, Nobuko Imai, Alexander Knyazev, Lars Anders Tomter, Aleksey Igudesman, Hyung - Ki Joo, Boris Giltburg, Mitgliedern der Wiener Philharmonikern, dem Wiener Brahms Trio u. a. Baich musiziert auch regelmäßig mit Opernsängern wie Erwin Schrott, Elina Garanca oder mit ihrem Mann Andreas Schager, so wie 2018 und 2019 an der Wiener - und Berliner Staatsoper.
2002 wurde Baich von Lorin Maazel zu einer Welttournee an der Seite von Star-Tenor Andrea Bocelli eingeladen. Im Jahr darauf nahm sie am Zehnjahresjubiläum von Pavarotti und Friends in Modena teil.
2009 war sie offizielle Botschafterin des Haydn-Jahres. An der Komischen Oper Berlin zeigte sie ihre musikalisch-künstlerische Vielseitigkeit in einer gemeinsamen Produktion mit dem Staatsballett Berlin unter der Choreografie von Giorgio Madia. 2015 war sie an der Eröffnung des Finales des Eurovision Song Contest in Wien beteiligt. Sie spielte einen Teil von Udo Jürgens’ Lied Merci, Chérie.
Baich war und ist als Jurorin bei renommierten Violinwettbewerben wie dem Menuhin – oder dem Eurovisions – Wettbewerb tätig und hat eine Professur an der Musik und Kunst Privatuniversität der Stadt Wien inne. Sie unterstützt verschiedene Vereine und Stiftungen zur Förderung und Organisation von Stipendien für junge Musiker.

### Instrument
Baich spielte zunächst auf einer Violine von Giuseppe Guarneri del Gesù „ex Guilet“ aus dem Jahr 1732, die ihr von der Oesterreichischen Nationalbank zur Verfügung gestellt wurde. Heute (Stand 2022) spielt sie auf einer Violine von Jean Baptiste Vuillaume aus dem Jahr 1860.

### Privates
Lidia Baich heiratete 2017 den österreichischen Tenor Andreas Schager. Sie hat einen gemeinsamen Sohn (* 2018) mit ihm sowie einen weiteren Sohn aus erster Ehe.

## Diskografie
- Wertvolle Klänge – Violinkonzerte (oebs; 1999)
- Concerti für eine, zwei und drei Violinen (WKO; 1999)
- Violinkonzerte (Universal Music / Deutsche Grammophon; 2008)
- Violin in Motion (Universal Music / Deutsche Grammophon; 2011)

## Belege
1. ↑  UNIV.-PROF.IN LIDIA BAICH, MA, Musik und Kunst Privatuniversität der Stadt Wien, abgerufen am 28. Mai 2024.
2. ↑  Lisa Trompisch: Geigerin Lidia Baich erwartet ein Baby. In: kurier.at. 26. Oktober 2017, abgerufen am 11. Februar 2024.
3. ↑  https://onlinemerker.com/andreas-schager-einst-als-reiner-tor-geboren/ Bericht in Onlinemerker vom 8. Juni 2018, abgerufen am 1. Januar 2019

| Personendaten    | Personendaten            |
| ---------------- | ------------------------ |
| NAME             | Baich, Lidia             |
| KURZBESCHREIBUNG | österreichische Geigerin |
| GEBURTSDATUM     | 29. November 1981        |
| GEBURTSORT       | Leningrad                |